# NGC 5551
NGC 5551 (również PGC 51139) – galaktyka eliptyczna (E), znajdująca się w gwiazdozbiorze Panny. Odkrył ją Albert Marth 8 maja 1864 roku.